# Willy Pollack
Willy Pollack (* 15. Januar 1887 in Adlig-Gallgarben; † 15. Mai 1946 in Charleston) war ein deutscher Buch- und Kunsthändler, Verleger, Herausgeber, Autor, Reiseschriftsteller, Theater- und Kunstkritiker als auch ein Förderer des deutschsprachigen literarischen Expressionismus.

## Leben
Willy Pollack war einer von zwei Söhnen des in Ostpreußen lebenden Ehepaars Paul und Anna Pollack (geb. Wedel). Gemeinsam mit Paul Reuss gründete Willy Pollack 1911 die Firma „Reuss und Pollack“, die eine Buch- und Kunsthandlung mit Antiquariat und Graphischem Kabinett in der Potsdamerstr. 118c in Berlin sowie einen Verlag betrieb. Die im Verlag „Reuss und Pollack“ erschienenen Bücher wurden mitunter auch grafisch durch Werke von Künstlern wie Ernst Stern, Otto Schoff, Berthold M. Berko oder auch Ludwig Kainer gestaltet. Als Mitglied der Deutschen Bibliophilen-Gesellschaft, des Vereins für die Geschichte Berlins und des Deutschen Vereins für Exlibriskunst und Gebrauchsgraphik zu Berlin stellte Pollack für jene Vereine auch seine Buch- und Kunsthandlung zur Verfügung: So wurden etwa 1911, 1913 und 1917 in der Buchhandlung Exlibris-Ausstellungen veranstaltet. Neben zahlreichen Herausgaben des Verlags wurden auch Lesungen von Vertretern des literarischen Expressionismus von Pollack organisiert, an denen unter anderem Autoren wie Ernst Blass, Kurt Hiller, Carl Einstein, Franz Pfemfert, Paul Boldt, Paul Zech oder auch Franz Werfel teilnahmen. Der Mitnamensgeber der Firma, Paul Reuss, schied bereits im Januar 1913 aus der Firma aus, woraufhin Erich Franz Glaser als Teilhaber in die Firma einstieg. Zum Jahresende 1926 schied auch Pollack als Mitbegründer der Firma aus und verkaufte sowohl die Buchhandlung als auch den Verlag an Waldemar Askenasy. Nach seinem Ausscheiden konnte Pollack mithilfe der finanziellen Unterstützung seiner als Reiseschriftstellerin arbeitenden Ehefrau Helene Sara Striemer (1896–?) weite Teile Europas bereisen und für verschiedene Magazine ebenfalls als Reiseschriftsteller sowie als Kunst- und Theaterkritiker arbeiten.
Ende des Jahres 1938 sahen sich Willy und Helene Pollack aufgrund eines Erlasses des nationalsozialistischen Regimes gezwungen, Deutschland zu verlassen. Dem Ehepaar mit jeweiliger jüdischer Familiengeschichte blieben fünf Tage zur Ausreise, in deren Zuge sämtlicher Besitz und Vermögenswerte beider von den Nationalsozialisten beschlagnahmt wurden. Über ein ausgestelltes Visum der chinesischen Botschaft konnten sie 1939 nach Genua gelangen. Nachdem sie dort ein Transitvisa der kubanischen und schließlich der US-amerikanischen Botschaft erhielten, kamen beide nach kurzen Aufenthalten in Havanna, New York, und Key West, schließlich in Santa Barbara an, wo sie sich zeitweise niederließen. Dort versuchte Pollack ein „artcraft center“ zu etablieren, in dem Kunsthandwerkerinnen und -handwerker ihre Werke ausstellen konnten. Allerdings musste Pollack das Center kurz darauf wieder schließen und bereiste daraufhin für einige Zeit die Vereinigten Staaten, um an seinem im Entstehen befindendes Buch mit dem Titel „I Experience America“ zu arbeiten. Anfang der 1940er-Jahre lebte das Ehepaar in Winona, wo Pollack als Herausgeber der deutschsprachigen Ausgabe der Zeitung National Weeklies arbeitete, während Helene Pollack Sprachkurse für deutsche Flüchtlinge gab und Vorträge über ihre Fluchterfahrung hielt, unter anderem vor Kirchengruppen und Frauenorganisationen. Schließlich zogen beide nach Charleston, wo Willy Pollack an den Folgen seiner Dickdarmkrebserkrankung am 15. Mai 1946 starb. Er wurde in Jacksonville beerdigt.

## Herausgeberschaft (Auswahl)
- Friedemann, Martha: Gedichte. Berlin: Reuss & Pollack (1911)
- Greiser, Wolfgang: Die Zeit. Berlin: Reuss & Pollack (1914)
- Wrobel, Ignaz (alias Kurt Tucholsky): Der Zeitsparer. Grotesken. Berlin: Reuss & Pollack (1914)
- Berliner, Margot: Flüge im Abendrot. Gedichte von Margot Berliner. Berlin: Reuss & Pollack (1920)
- Günther, Paul: Der Pilger im Strom. Ein Cyclus. Berlin: Reuss & Pollack (1920)
- Pringsheim, Heinz: Labyrinthe. Novellen. Berlin: Reuss & Pollack (1920)
- Sachs, Hanns: Ars Amandi Psychoanalytica oder Psychoanalytische Liebesregeln. Berlin: Reuss & Pollack (1920)
- Vallentin, Antonina: Die purpurne Flut. Märchen und Grotesken. Berlin: Reuss & Pollack (1920)
- Yost, Casper S.: Aus dem Jenseits Offenbarungen einer Seele. Berlin: Reuss & Pollack (1921)
- König, Melita: Die Liebe und der Tod. Gedichte und Balladen. Berlin: Reuss & Pollack (1923)
- Wenger, Ernst: Bachanale der Liebe. Berlin: Reuß & Pollack (1923)
- Gutkelch, Walter: Gedichte. Berlin: Reuss & Pollack (1924)
- Hirte, Albert: Mädchen. Berlin: Reuss & Pollack (1925)
- Sanden, Eveline: Novellen. Berlin: Reuss & Pollack (1925)
- Rosenkranz, Hans: Thomas Mann und das zwanzigste Jahrhundert. Zum fünfzigsten Geburtstage Thomas Manns am 6. Juni 1926. Berlin: Reuss & Pollack (1926)